# Javier Robles
Javier Robles Camacho (Guadalajara, Jalisco México, 7 de enero de 1979). Es un exfutbolista mexicano que jugaba de defensa durante su carrera.

## Trayectoria
Empezó su carrera siendo producto del Atlas de Guadalajara donde debutó profesionalmente en el Invierno 97 jugando relativamente poco teniendo que registrar actividad en la entonces Primera División 'A' con varios clubes entre ellos el Bachilleres, Atlético Cihuatlán, Mérida FC entre varios más hasta que en el Apertura 2006 logró el ascenso con el Puebla FC retornando fugazmente a la primera división teniendo escasa actividad.

Continuó su carrera deportiva en la renombrada Liga de Ascenso donde jugó con más clubes hasta que culminó su última temporada con Universidad de Guadalajara al término del Apertura 2013 después de haber ganado el torneo de ascenso con el club.

### Clubes
| Club                       | País                | Año         | Partidos | Goles | Media |
| -------------------------- | ------------------- | ----------- | -------- | ----- | ----- |
| Atlas de Guadalajara       | México              | 1997 - 1998 | 3        | 0     | 0     |
| Atlético Bachilleres       | México              | 1998 - 2002 | 67       | 4     | 0.06  |
| Atlético Cihuatlán         | México              | 2002 - 2003 | 22       | 0     | 0     |
| Mérida FC                  | México              | 2003 - 2004 | 32       | 2     | 0.06  |
| Delfines de Coatzacoalcos  | México              | 2004        | 19       | 5     | 0.26  |
| Huracanes de Colima        | México              | 2005        | 18       | 0     | 0     |
| Tigres Los Mochis          | México              | 2005 - 2006 | 35       | 1     | 0.03  |
| Puebla Fútbol Club         | México              | 2006 - 2007 | 39       | 1     | 0.03  |
| Lobos BUAP                 | México              | 2008        | 15       | 0     | 0     |
| Club Tijuana               | México              | 2008 - 2010 | 52       | 3     | 0.06  |
| Atlante UTN                | México              | 2011        | 19       | 1     | 0.05  |
| Neza FC                    | México              | 2011 - 2012 | 32       | 3     | 0.09  |
| Cruz Azul Hidalgo          | México              | 2012        | 25       | 0     | 0     |
| Universidad de Guadalajara | México              | 2012 - 2013 | 18       | 1     | 0.06  |
| Total en su carrera        | Total en su carrera | 1997 - 2013 | 396      | 21    | 0.05  |

## Selección nacional
Cuando jugaba para el Atlas de Guadalajara fue mundialista juvenil en la Copa Mundial de Fútbol Sub-17 de 1997 celebrada en Malasia junto a jugadores como Eduardo Lillingston, Gerardo Torres y Marco Antonio Ballesteros.

### Participaciones en copas del mundo
| Mundial                               | Sede    | Resultado    |
| ------------------------------------- | ------- | ------------ |
| Copa Mundial de Fútbol Sub-17 de 1997 | Malasia | Primera fase |